# Horváth János (mikrobiológus)
Horváth János (Székelyudvarhely, 1910. április 18. – Budapest, 1970. augusztus 18.) magyar mikrobiológus, egyetemi tanár.

## Élete
Tizenegy gyermeket nevelő családban született, apja (†1947) tanító volt, később jogi végzettséget is szerzett, aminek birtokában tanfelügyelőként tevékenykedett. Ő maga az elemi iskoláit Székelykeresztúron végezte, majd 1929-ben Makón érettségizett.

### Tanulmányai
Felsőbb tanulmányait a szegedi Ferenc József Tudományegyetem Matematikai és Természettudományi Karán végezte, 1929–1934 között. 1934-ben természetrajzból középiskolai tanári diplomát, 1936-ban bölcsészdoktori, majd 1944-ben a kolozsvári Ferenc József Tudományegyetemen, 1948-ban pedig a Debreceni Egyetemen magántanári képesítést szerzett.
Ösztöndíjasként, majd vendégkutatóként külföldön is tanult, illetve tevékenykedett: 1931-ben a Hamburgi Egyetem Trópusi Intézetében, 1937–1938 között a berlin-dahlemi Biológiai Intézetben, 1938-ben a Hallei Egyetem Összehasonlító Fiziológiai Intézetében, 1942–1943 között pedig a Göttingeni Egyetem Mikrobiológiai Intézetében.

### Szakmai pályája
1930-tól 1936-ig a szegedi Ferenc József Tudományegyetem Általános Állattani Intézetének gyakornokaként kezdett dolgozni, majd 1936–1941 között az intézet tanársegéde volt. 1941–1945 között a kolozsvári Ferenc József Tudományegyetem Barlangkutató és Talajbiológiai Intézetéhez került díjtalan, majd havidíjas tanársegédként (1941–1945). 1945-ben a tihanyi Biológiai Kutató Intézetbe nevezték ki kísérleti adjunktusnak, majd 1949–1953 között az Intézet igazgatója, egy szervezeti átalakítást követően pedig egy évig a Mikrobiológiai Osztály vezetője lett.
1953-tól megbízottként az Agrártudományi Egyetem (ATE) Mezőgazdaság-tudományi Kar Mikrobiológiai Tanszékét is vezette, végleges kinevezését tanszékvezető egyetemi tanárrá 1955. február 20-án kapta meg. E tisztséget haláláig betöltötte, közben, 1957 és 1960 között a kar dékánhelyettese is volt. 1952-ben elnyerte a biológiai tudományok kandidátusa fokozatot, 1962-ben pedig a doktori fokozatot is.
1970. augusztus 18-án, Budapesten hunyt el; temetése 1970. augusztus 26-án volt Gödöllőn.

#### Kutatási területei
Elsősorban talajbiológiával foglalkozott, ezen belül a magyarországi talaj-mikrobiológiai kutatások elindítójának, úttörőjének számított. Elsősorban a talajlakó mikroszervezetek komplex kutatása és a Streptomycesek összehasonlító vizsgálata terén ért el nemzetközileg is újnak számító eredményeket. Tudományos tevékenységei közül kiemelkednek még a Kahlia simplex nevű talajlakó csillóssal végzett citogenetikai vizsgálatai is, melyek a szakaszos fejlődést igazolták. Ezzel kapcsolatos kutatási eredményei szovjet pályatársainak figyelmét is felkeltették, így azokat orosz nyelven a Szovjet Tudományos Akadémia is publikálta.

## Főbb művei
- Kahlia simplex von. sp. alkata élettani megvilágításban. Egyetemi doktori értekezés (Szeged, 1934)
- Mikrooperációs kísérletek a magdimorphismus jelentőségének megvilágítására. (Állattani Közlemények, 1939)
- A véglények okozta talajkimerülés kérdése Alföldünk öntözőgazdálkodásával kapcsolatban. (Tisia, 1942–1943)
- Beiträge zur Kenntnis des mikrobiellen Abbau von Pyridin. (Archiv für Mikrobiologie, 1944)
- A talaj mikroszervezeteinek általános quantitativ és qualitativ kimutatási módszereinek értékelése. (Múzeumi Füzetek, 1944)
- A talaj mikroszervezeteinek általános quantitativ és qualitativ értékelése. (Bp., 1944)
- The Question of the Equality of Somatic and Germ Nuclei in Respect to Heredity. (Archiva Biologica Hungarica, 1947)
- Microbiological Oxydation of Cholesterol with Azotobacter. Krámli Andrással. (Nature, 1947)
- Experimentelle Hervorbringung mikronucleusloser Ciliaten. – Über Konjugation von Individuen mit kompletter Kerngarnitur und mikronucleusloser Tieren bei einer Bodenciliatenart. – Über mikrobiologische Umgestaltung von Sterinen. (Archiva Biologica Hungarica, 1948)
- Microbiological Oxydation of Sterols. 1–2. Krámli Andrással. (Nature, 1948–1949)
- Contributions to Studies on Soil Protoza of the Ciliata Group, with Special Regard to Their Adaptation to Soil Conditions. – Hereditary Tumour Formation in Amicronucletat Kahlia. (A Magyar Biológiai Kutató Intézet Évkönyve, 1949/50. Bp., 1950)
- Vitalität ausserung einer mikronucleusloser Bodenciliaten in der vegetativen Fortpflanzung. (Österreichische Zoologische Zeitung, 1950)
- Histamin Treatment and Streptococcus Pneumoniae Morbidity in the Guinea Pig. Beznák Aladárral, Kovách Arisztiddel. (Internationale Pharmacologie et Therapie, 1950)
- Über mikrobiologische Umgestaltung von Sterinen. Krámli Andrással. Kísérletek Streptomycesek antibiotikus tulajdonsága és termőtalajaik közötti összefüggés felderítésére. Felföldy Lajossal, Szolnoki Jánossal. (Az MTA Tihanyi Biológiai Kutató Intézetének Évkönyve, 1951)
- A teljesmagvú és mikronukleusz nélküli véglényszexualitás. (MTA Biológiai Tudományok Osztálya Közleményei, 1952)
- A mikroorganizmusok átalakítása fokozatos kiválasztással. 1–2. (MTA Biológiai Tudományok Osztálya Közleményei, 1953–1954)
- 25 éves a Tihanyi Biológiai Kutatóintézet. (Biológiai Közlemények, 1954)
- Adatok a Streptomycesek festékképzéséhez szintetikus táptalajon egy antibiotikus Streptomyces fajjal végzett kísérlet alapján. Oroszlán Istvánnal. (Agrokémia és Talajtan, 1954)
- Contribution to the Biology of Quantitative Changes in Antibiotic Production. (Acta Microbiologica, 1954)
- Mikrobiológiai előadások. Egy. jegyz. (Bp.–Gödöllő, 1954, 2. kiadás 1955, 3. javított kiadás 1956)
- Apparat zur Verbessung der Agarscheibtestmethode. (Acta Microbiologica, 1955)
- A faj keletkezésének néhány kérdése a Streptomyceseknél. (Az ATE Agronómiai Kara kiadványai. Bp., 1957)
- Effect of DNA on the Antibiotic Production of Streptomycetes. Buday Ferdinánddal. (Acta Biologica, 1958)
- Mikrobiológia. Egyetemi tankönyv. (Bp., 1959; 2. javított és bővített kiadás 1962, 3. átdolgozott és bővített kiadás 1964)
- Bevezetés az általános mikrobiológiába. Egyetemi tankönyv. (Bp., 1959)
- New Contribution to Permanent Heterokaryosis of Streptomyces. – Über die Wirkung der Züchtunk in Streptomyces aureofaciens Kulturen auf die Antibiotikumproduktion einzelner Streptomyces-Arten. Buday Ferdinánddal. (Acta Microbiologica, 1959)
- A nitrogénkötő baktériumok. – Az antibiotikumtermelő sugárgombák. (Magyarország kultúrflórája. Bp., 1960)
- A talaj élete. (Élővilág, 1961)
- Élet a talajban. Előadás-vezérfonal a TIT biológiai előadói számára. (Falusi füzetek. Bp., 1961)
- Új utak a Streptomycesek genetikájában. Kand. értek. (Bp., 1961)
- A Heparin hatása Streptomyceseken indukált mutációk gyakoriságára. Csaba Györggyel, Török Gáborral. (Biológiai Közlemények, 1962)
- Növényvédelmi szakismeretek mikrobiológiai alapjai. Egy. jegyz. (Bp.–Gödöllő, 1966)
- Bevezetés a növényvédelmi mikrobiológiába. Egy. jegyz. (Bp.–Gödöllő, 1969)